# Alexander Petrowitsch Chudilainen

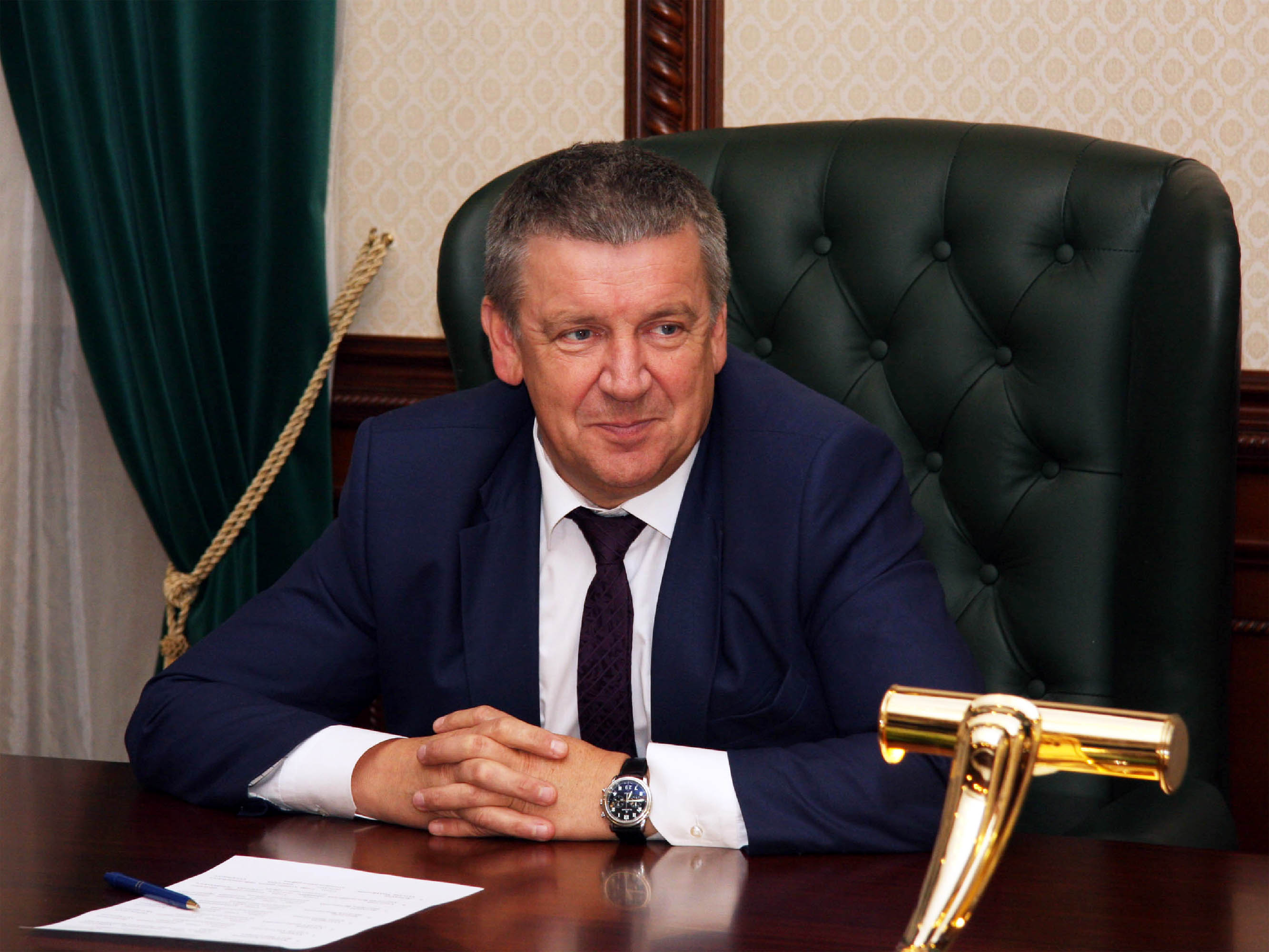
Alexander Chudilainen

Aleksandr Petrowitsch Hudilainen (finnisch Aleksanteri Petrovitš Hutilainen, russisch Александр Петрович Худилайнен, * 2. Mai 1956 in Slobino, Rajon Kaschinski, Oblast Kalinin, Sowjetunion) ist ein ehemaliger russländischer Politiker. Er war der dritte Präsident der Republik Karelien und der erste finnischstämmige Präsident der Republik seit dem Ende der Sowjetunion. Die Republik Karelien ist ein Föderationssubjekt der Russischen Föderation.
Chudilainen gehört der Minderheit der „Ingermanländer“ bzw. „Ingermanlandfinnen“ an, die nicht mit den verwandten Ischoren verwechselt werden sollten. Nachdem sein Vorgänger, der ethnische Russe Andrei Witaljewitsch Nelidow, im Jahre 2012 das Präsidentenamt verließ, wurde am 22. Mai 2012 Alexander Chudilainen Präsident der Republik. Am 15. Februar 2017 trat Chudilainen zurück und wurde nach fünf Jahren im Amt vom russifizierten ethnischen Karelier Arthur Parfentschikow abgelöst. 